# Cách mạng màu
Cách mạng màu (tiếng Anh: color revolution) là một loạt các cuộc biểu tình thường là phi bạo lực và đi kèm là những thay đổi (bất thành hoặc đã thành công) về chính phủ và xã hội diễn ra ở các quốc gia hậu Xô Viết (đặc biệt là Armenia, Georgia, Ukraine và Kyrgyzstan) và Cộng hòa Liên bang Nam Tư vào đầu thế kỷ 21.
Mục đích của các cuộc cách mạng màu là thiết lập nền dân chủ tự do theo kiểu phương Tây. Chúng chủ yếu được khơi mào bởi kết quả bầu cử mà nhiều người cho là gian lận.
Các cuộc cách mạng màu được đánh dấu bằng việc sử dụng Internet như một phương tiện truyền thông, cũng như vai trò quan trọng của các tổ chức phi chính phủ trong các cuộc biểu tình.
Một số phong trào này đã thành công trong mục tiêu lật đổ chính phủ, chẳng hạn như Lật đổ Slobodan Milošević (Cách mạng xe ủi đất của Cộng hòa Liên bang Nam Tư (2000), Cách mạng Hoa hồng của Gruzia (2003), Cách mạng Cam của Ukraina (2004), Cách mạng Hoa tulip của Kyrgyzstan (2005) và Cách mạng Nhung của Armenia (2018). Chúng được các nhà khoa học chính trị Valerie Jane Bunce và Seva Gunitsky mô tả là "làn sóng dân chủ" giữa Cách mạng năm 1989 và Mùa xuân Ả Rập 2010–2012.
Nga và Trung Quốc đã cáo buộc Hoa Kỳ dàn dựng các cuộc cách mạng này để mở rộng ảnh hưởng.

## Bối cảnh

### Phong trào sinh viên
Phong trào đầu tiên trong số này là Otpor! ("Phản kháng!") ở Cộng hòa Liên bang Nam Tư, được thành lập tại Đại học Belgrade vào tháng 10 năm 1998 và bắt đầu phản đối Miloševic trong Chiến tranh Kosovo. Hầu hết họ đều là cựu chiến binh của các cuộc biểu tình chống Milošević như cuộc biểu tình 1996–97 và cuộc biểu tình ngày 9 tháng 3 năm 1991.
Các thành viên của Otpor! đã truyền cảm hứng và đào tạo các thành viên của các phong trào sinh viên liên quan, bao gồm Kmara ở Georgia, PORA ở Ukraine, Zubr ở Belarus và MJAFT! ở Albania. Những nhóm này đã phản kháng bất bạo động một cách rõ ràng và thận trọng, như được ủng hộ và giải thích trong các bài viết của Gene Sharp.

## Sự đối lập
Các học giả địa chính trị quốc tế Paul J. Bolt và Sharyl N. Cross cho rằng "Mát-xcơ-va và Bắc Kinh chia sẻ những quan điểm gần như giống nhau về các mối đe dọa an ninh trong nước và quốc tế tiềm tàng do các cuộc cách mạng màu gây ra, và cả hai quốc gia đều coi những phong trào cách mạng này là do Hoa Kỳ và các đối tác dân chủ phương Tây của nước này dàn dựng nhằm thúc đẩy các tham vọng địa chính trị."

### Nga
Theo Anthony Cordesman của Trung tâm Nghiên cứu Chiến lược và Quốc tế, các nhà lãnh đạo quân sự Nga xem "các cuộc cách mạng màu" (tiếng Nga: «цветные революции», đã Latinh hoá: tsvetnye revolyutsii) là "một cách tiếp cận mới của Hoa Kỳ và Châu Âu đối với chiến tranh tập trung vào việc tạo ra các cuộc cách mạng gây bất ổn ở các quốc gia khác như một phương tiện phục vụ lợi ích an ninh của họ với chi phí thấp và thương vong tối thiểu".
Các nhân vật trong chính phủ ở Nga, chẳng hạn như Bộ trưởng Quốc phòng Sergei Shoigu (tại nhiệm từ năm 2012 đến năm 2024) và Bộ trưởng Ngoại giao Sergei Lavrov (tại nhiệm từ năm 2004), đã mô tả các cuộc cách mạng màu là các hành động được thúc đẩy từ bên ngoài với mục tiêu rõ ràng là gây ảnh hưởng đến các vấn đề nội bộ gây bất ổn cho nền kinh tế, xung đột với luật pháp và đại diện cho một hình thức chiến tranh mới.
Tổng thống Nga Vladimir Putin tuyên bố vào tháng 11 năm 2014 rằng Nga phải ngăn chặn mọi cuộc cách mạng màu ở nước này: 
"Chúng ta thấy hậu quả bi thảm mà làn sóng được gọi là cách mạng màu đã gây ra. Đối với chúng ta, đây là một bài học và một lời cảnh báo. Chúng ta nên làm mọi thứ cần thiết để không có điều gì tương tự xảy ra ở Nga".
Tháng 12 năm 2023, Putin tuyên bố rằng "cái gọi là các cuộc cách mạng màu" đã "được giới tinh hoa phương Tây ở nhiều khu vực trên thế giới sử dụng nhiều hơn một lần" như "phương pháp gây bất ổn". Ông nói thêm "Nhưng những kịch bản này đều không khả thi và tôi tin chắc chúng sẽ không bao giờ khả thi ở Nga, một quốc gia tự do, độc lập và có chủ quyền."
Sắc lệnh tổng thống năm 2015 Chiến lược an ninh quốc gia của Liên bang Nga (tiếng Nga: О Стратегии Национальной Безопасности Российской Федерации) trích dẫn sự thay đổi chế độ do nước ngoài bảo trợ trong số "các mối đe dọa chính đối với an ninh công cộng và quốc gia" bao gồm:
các hoạt động của các hiệp hội và nhóm công chúng cấp tiến sử dụng hệ tư tưởng cực đoan dân tộc chủ nghĩa và tôn giáo, các tổ chức phi chính phủ nước ngoài và quốc tế, các cấu trúc tài chính và kinh tế, và cả các cá nhân, tập trung vào việc phá hoại sự thống nhất và toàn vẹn lãnh thổ của Liên bang Nga, làm mất ổn định tình hình chính trị và xã hội trong nước—kể cả thông qua việc kích động "các cuộc cách mạng màu"—và phá hủy các giá trị đạo đức và tôn giáo truyền thống của Nga.

Sau các cuộc cách mạng màu, thuật ngữ "cách mạng màu" đã được sử dụng như một thuật ngữ mang tính miệt thị để chỉ các cuộc biểu tình được cho là do ảnh hưởng của nước ngoài. Euromaidan, cuộc cách mạng Armenia năm 2018, các cuộc biểu tình ở Georgia năm 2019, các cuộc biểu tình ở Hồng Kông năm 2019–2020 và các cuộc biểu tình ở Belarus năm 2020–2021 đã được các kênh truyền thông ủng hộ Điện Kremli mô tả là "các cuộc cách mạng màu" nhằm mục đích nhằm gây bất ổn cho chính phủ của mỗi quốc gia.

### Trung Quốc
Một phần vì mong muốn ngăn chặn các cuộc cách mạng màu, vào năm 2009, Trung Quốc đã cấm YouTube, Twitter và Facebook.
Sách trắng chính sách năm 2015 "Chiến lược quân sự của Trung Quốc" (中国的军事战略) của Văn phòng Thông tin Quốc vụ viện cho biết "các thế lực chống Trung Quốc chưa bao giờ từ bỏ nỗ lực kích động một 'cuộc cách mạng màu' ở đất nước này".